# Arrondissement d'Oldenbourg
Pour l’arrondissement à l’époque du Premier Empire français, voir Arrondissement d’Oldenbourg (Bouches-du-Weser).
L’arrondissement d’Oldenbourg est un arrondissement  (Landkreis en allemand) de Basse-Saxe  (Allemagne).
Son chef-lieu est Wildeshausen.

## Villes, communes et communautés d’administration
(nombre d'habitants en 2006)
Einheitsgemeinden
| - Dötlingen [Siège : Neerstedt] (6 052) - Ganderkesee, commune autonome (30 868) - Großenkneten (13 802) - Hatten [Siège : Kirchhatten] (13 628) - Hude (15 682) - Wardenburg (16 094) - Wildeshausen, ville (18 447) | Samtgemeinde avec ses communes membres * Siège de l'administration de la Samtgemeinde - Samtgemeinde Harpstedt (11 320) 1. Beckeln (857) 2. Colnrade (858) 3. Dünsen (1 210) 4. Groß Ippener (1 183) 5. Harpstedt, Flecken * (4 555) 6. Kirchseelte (1 265) 7. Prinzhöfte (746) 8. Winkelsett (646) |